# Рочестерський технологічний інститут
Рочестерський технологічний інститут (англ. Rochester Institute of Technology, RIT) — приватний дослідницький університет у місті Генрієтта (Нью-Йорк), штат Нью-Йорк, США.

## Історія
Рочестерський технологічний інститут був заснований у 1891 році та спершу розташовувався в Рочестері. Спочатку навчальний заклад називався Атенеум та Інститут механіки (RAMI), оскільки він з'явився внаслідок об'єднання Рочестерського Атенеуму — літературного товариства, відкритого в 1829 році полковником Натаніелем Рочестером й іншими, та Інституту механіки — технічного навчального закладу, відкритого в 1885 році консорціумом бізнесменів, серед яких був капітан Генрі Ломб (також відомий як співзасновник компанії Bausch & Lomb), і який також належав Рочестеру.
У 1944 році школа змінила свою назву на Рочестерський технологічний інститут і стала самостійним дослідницьким університетом. У 1968 році RIT переїхав на нове місце в Генрієтту, штат Нью-Йорк. У 1979 році RIT поглинув Коледж Айзенхауера, школу гуманітарних наук у Сенека-Фоллс, яка була закрита через кілька років. Зараз в RIT навчається понад 20 000 студентів. Інститут також має міжнародні кампуси в Китаї, Хорватії, Дубаї та Косово.